# Часово (сельское поселение)
Часово — административно-территориальная единица (административная территория село с подчинённой ему территорией) и муниципальное образование (сельское поселение с полным официальным наименованием муниципальное образование сельского поселения «Часово») в составе муниципального района Сыктывдинского в Республике Коми Российской Федерации.
Административный центр — село Часово.

## История
Статус и границы административной территории установлены Законом Республики Коми от 6 марта 2006 года № 13-РЗ «Об административно-территориальном устройстве Республики Коми».
Статус и границы сельского поселения установлены Законом Республики Коми от 5 марта 2005 года № 11-РЗ «О территориальной организации местного самоуправления в Республике Коми».

## Население
| 2010  | 2011  | 2012  | 2013  | 2014  | 2015  | 2016  |
| ----- | ----- | ----- | ----- | ----- | ----- | ----- |
| 1045  | ↘1041 | ↗1051 | ↗1058 | ↘1049 | ↘1047 | ↘1043 |
| 2017  | 2018  | 2019  | 2020  | 2021  |       |       |
| ↘1038 | ↗1049 | ↘1005 | ↘989  | ↗1023 |       |       |

## Состав
Состав административной территории и сельского поселения:
| № | Населённый пункт | Тип населённого пункта       | Население |
| - | ---------------- | ---------------------------- | --------- |
| 1 | Большая Слуда    | деревня                      | 89        |
| 2 | Красная          | деревня                      | 156       |
| 3 | Кэччойяг         | посёлок                      | 48        |
| 4 | Малая Слуда      | деревня                      | 134       |
| 5 | Часово           | село, административный центр | 506       |
| 6 | Язель            | посёлок                      | 112       |